# Грийн Лейк (окръг, Уисконсин)
Окръг Грийн Лейк (на английски: Green Lake County) е окръг в щата Уисконсин, Съединени американски щати. Площта му е 984 km², а населението - 19 018 души (1 април 2020). Административен център е град Грийн Лейк.